# Плоти (гміна)
Гміна Плоти (пол. Gmina Płoty) — місько-сільська гміна у північно-західній Польщі. Належить до Ґрифицького повіту Західнопоморського воєводства.
Станом на 31 грудня 2011 у гміні проживало 9201 особа.

## Територія
Згідно з даними за 2007 рік площа гміни становила 238.79 км², у тому числі:
- орні землі: 61.00%
- ліси: 28.00%

Таким чином, площа гміни становить 23.45% площі повіту.

## Населення
Станом на 31 грудня 2011:
| Опис     | Загалом | Загалом | Чоловіки | Чоловіки | Жінки | Жінки |
| -------- | ------- | ------- | -------- | -------- | ----- | ----- |
| одиниця  | осіб    | %       | осіб     | %        | осіб  | %     |
| все      | 9201    | 100     | 4522     | 49.15    | 4679  | 50.85 |
| міське   | 4100    | 100     | 1979     | 48.27    | 2121  | 51.73 |
| сільське | 5101    | 100     | 2543     | 49.85    | 2558  | 50.15 |

## Сусідні гміни
Гміна Плоти межує з такими гмінами: Бройце, Ґольчево, Ґрифіце, Новоґард, Ресько, Римань.